# Teunz
Teunz là một đô thị tại huyện Schwandorf bang Bayern, Đức.